# Alvise Gritti

Stemma Gritti

Alvise Gritti, il cui nome è talvolta italianizzato in Luigi o Ludovico (Costantinopoli, 1480 – Mediaș, 29 settembre 1534), è stato un mercante e politico turco, figlio illegittimo del doge di Venezia Andrea (1523-1538) e di una donna greca.

## Biografia
Operò a Costantinopoli dove era conosciuto come Beyoğlu e tale nome venne poi attribuito all'omonimo quartiere, dove stava il suo palazzo, nei pressi dell'odierna Taksim Meydanı. 
Legatosi in amicizia con il Gran Visir Pargali Ibrahim Pasha, un greco nato nella cittadina di Parga allora appartenente a Venezia, seppe con il suo appoggio divenire il terzo uomo più potente dell'Impero ottomano. Ricchissimo, forniva pietre preziose al sultano, oltre a commerciare in grano, stoffe e spezie. Aveva decine e decine di cavalli, cammelli, asini, centinaia di schiavi, un harem e numerosi figli. Non si convertì mai all'Islam anche se in Europa ne circolò la voce, forse a causa della sua immensa fortuna. 
Il suo astro cominciò a declinare assieme a quello di Ibrahim. Nel 1526 partecipò alla battaglia di Mohács, e nel 1529 Solimano il Magnifico lo nominò consigliere di Giovanni Zapolya (futuro Giovanni I d'Ungheria, chiamato anche Zápolya/Szapolyai János in ungherese e Jan Zápolya in polacco), voivoda di Transilvania. Plenipotenziario incaricato di negoziare un accordo tra Ferdinando e Zapolya nel 1533, ebbe il torto di seguire le istruzioni del gran visir e non quelle di Solimano il Magnifico. Inoltre, nello stesso periodo, stava probabilmente cercando di conquistarsi una corona per sé e per i suoi figli, anche a costo di tradire il sultano. Per realizzare il suo piano, nel 1534 si recò alla testa di un esercito ottomano in Valacchia e poi in Transilvania, ma essendosi inimicato gli ungheresi, fu costretto a cercare rifugio nel borgo fortificato di Mediaş (attuale Romania), dove venne catturato dalle truppe di Ştefan Mailat (in ungherese Majláth István), aiutate da un contingente inviato dal signore di Moldavia Petru Rareş. Il 28 settembre 1534 venne giustiziato a Mediaş, dove è sepolto ancora oggi.